# Соларис (издавачка кућа)
Издавачка кућа Соларис је угледна српска издавачка кућа са седиштем у Новом Саду. Међу ауторима чија је дела Соларис објавио су и: 
- Борислав Пекић,
- Борислав Михајловић Михиз,
- Јован Дучић,
- Драгутин Илић,
- Момчило Настасијевић,
- Владимир Набоков,
- Херман Хесе,
- Едгар Алан По,
- Вуди Ален,
- Салвадор Дали,
- Ден Браун,
- Кетрин Невил,
- Џон Р. Р. Толкин,
- Патрик Зискинд,
- Оскар Вајлд,
- Џек Лондон,
- Ернест Хемингвеј,
- Марк Твен и др[1].